# Unglück am Mount Everest (1996)

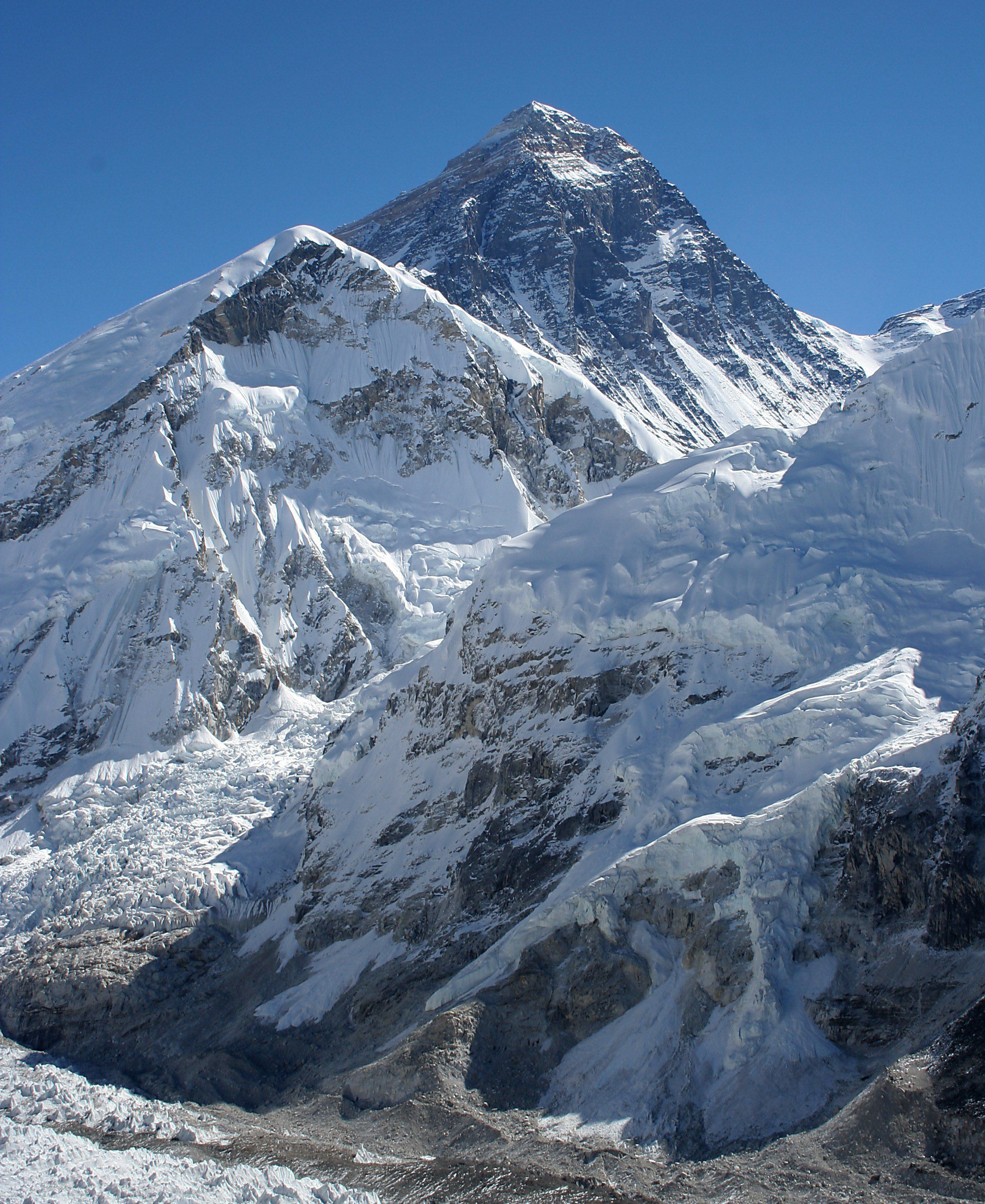
Gipfelpyramide des Mount Everest von Südwesten (nepalesische Seite). Rechts der Südsattel; der Zacken im oberen rechten Grat ist der Südgipfel.

Beim Unglück am Mount Everest wurden am 10. und 11. Mai 1996 mehr als 30 Bergsteiger bei dem Versuch, den Gipfel des Mount Everest zu erreichen, von einem Wetterumschwung überrascht. Fünf Bergsteiger auf der Südseite und drei auf der Nordseite des Berges kamen dabei ums Leben. Obwohl es immer wieder zu Todesfällen bei der Besteigung des Mount Everest kommt, fanden die Ereignisse 1996 weltweite Medienbeachtung, da einerseits mehrere erfahrene Bergführer kommerzieller Expeditionen unter den Opfern waren und andererseits einige der Überlebenden in der Folgezeit ihre Erlebnisse veröffentlichten. Bekannt wurden vor allem die Berichte des US-amerikanischen Journalisten Jon Krakauer, des britischen Regisseurs Matt Dickinson sowie des kasachischen Bergführers Anatoli Bukrejew. Angesichts der hohen Opferzahl an einem einzigen Tag wurden nach dem Unglück insbesondere die Vorgehensweisen von kommerziell operierenden Organisationen am Mount Everest in Frage gestellt.

## Vorgeschichte

### Kommerzielle Expeditionen
Seit den 1980er Jahren wurde die Besteigung des höchsten Punktes der Erde immer attraktiver. Um diese Besteigung auch weniger geübten Bergsteigern zu ermöglichen, gründeten erfahrene Bergführer kommerziell operierende Organisationen.
Als Anfang dieser Entwicklung gilt vielen die bezahlte Unterstützung, die der Bergführer David Breashears dem Unternehmer und Hobby-Bergsteiger Richard Bass gab, um ihn in der Saison 1985 auf den Mount Everest zu führen – das erste Mal, dass ein weitenteils unkundiger Amateur sich den Gipfel des Mount Everest offen „erkaufte“. Bass wollte die Seven Summits besteigen und brauchte hierzu den Erfolg am Mount Everest. Dieses Geschehen brachte einige sehr gute Bergsteiger auf die Idee, ihre Erfahrungen in der Organisation von Expeditions-Besteigungen gegen Bezahlung wohlhabenden Kunden anzubieten und so aus ihrem bis dahin aufwendigen Hobby ein Geschäft zu generieren.
Diese Expeditionsunternehmen organisieren für ihre Kunden möglichst alles, vom Einreisevisum über Träger und Bergführer bis hin zu den Sauerstoffflaschen für die Besteigung und der Müllentsorgung am Berg. Die zahlenden Kunden sollen mit kalkulierbarem Risiko und maximalen Erfolgschancen zum Gipfel geführt werden. Die Spanne der Kunden reicht vom erfahrenen Alpinisten bis hin zu unerfahrenen Bergsteigern, die sich mehr oder weniger blind auf ihre Bergführer verlassen (müssen). Außerdem ist die Mehrheit dieser Kunden auf zusätzlichen Sauerstoff angewiesen, um die Effekte der dünnen Luft in großen Höhen zu kompensieren und den Aufstieg zu schaffen. Etwa ein Drittel aller Bergsteiger am Mount Everest gehört zu einer dieser Expeditionen. Kommerzielle Expeditionen am Mount Everest und ihr Vorgehen stehen unter heftiger Kritik.

### Vorbereitungen für den Aufstieg
Kommerzielle Expeditionen am Mount Everest laufen nach einem Schema ab: Die Kunden fliegen nach Kathmandu, werden von ihren Bergführern in Empfang genommen und anschließend in mehreren Etappen zum jeweiligen Basislager der Nord- oder Südseite gebracht. Bereits auf dem Weg zum jeweiligen Basislager, später auch von den Basislagern aus, unternehmen die Bergsteiger mehrere Wochen lang Akklimatisierungstouren, bis sie dann in vier bis sechs Tagen, je nach Route, vom Basislager zum Gipfel aufsteigen. Die Bergsteiger tragen in dieser Zeit nur eine minimale persönliche Ausrüstung mit sich; der Rest des Materials, von Lebensmitteln über Gaskocher und Schlafsäcke bis zu Zelten, wird von Trägern in die einzelnen Hochlager gebracht.
Ebenso bereiten Träger die Routen zum Gipfel für die Kunden vor. Hierzu gehören die Errichtung der Hochlager und die Befestigung von neuen Fixseilen an schwierigen oder gefährlichen Stellen des Aufstiegs. Darüber hinaus sorgen sie für den Transport der Sauerstoffflaschen. In der Saison vom Frühjahr 1996 hatte bis zum 10. Mai noch kein Bergsteiger den Gipfel erreicht, weshalb die Schlüsselstellen unterhalb des Gipfels noch nicht durch Seile gesichert waren.

### Aufstiegsrouten ab den Basislagern

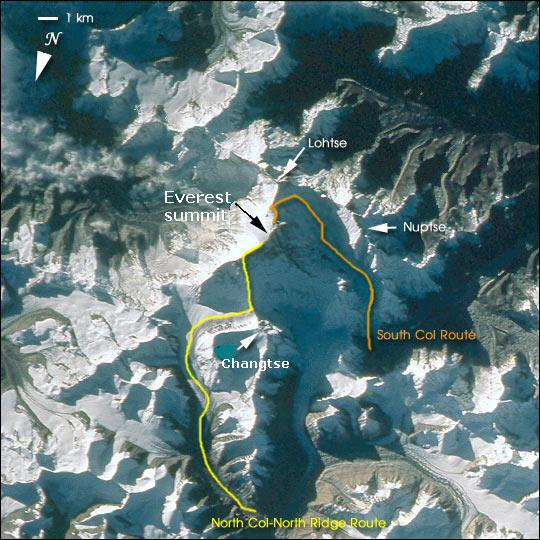
Hauptrouten zum Gipfel („summit“) des Mount Everest

Die beiden Standardrouten auf den Gipfel sind die von Tibet ausgehende Nordroute (gelb) und die von Nepal ausgehende Südroute (orange). Die Erstbesteigung des Berges fand 1953 über die Südroute statt. Beide Routen beginnen am jeweiligen Basislager und verlaufen über mehrere Hochlager. Der letzte Aufstieg zum Gipfel beginnt für die Nordroute in „Hochlager 6“ auf 8300 m Höhe und für die Südroute in „Hochlager 4“ auf dem sogenannten Südsattel in 7900 m Höhe. Diese letzte Etappe wird von den Bergsteigern normalerweise ohne weitere Zwischenlager an einem einzigen Tag zurückgelegt: Sie beginnen ihren Aufstieg in der Nacht oder am frühen Morgen, steigen zum Gipfel auf und sind bis zum Einbruch der Dunkelheit wieder zurück im jeweiligen Hochlager. Um den Rückweg bei Tageslicht zu schaffen, legen die Expeditionsleiter im Vorfeld des Aufstiegs eine Umkehrzeit fest. Bei Erreichen dieser Umkehrzeit, zum Beispiel 14:00 Uhr, müssen die Kunden dann ihren Aufstieg abbrechen und ins Lager zurückkehren, auch wenn sie bis dahin den Gipfel noch nicht erreicht haben.

### Gefahren
Da der Gipfel des Mount Everest auf einer Höhe von 8848 m liegt, müssen Bergsteiger, um ihn zu erreichen, ab einer Höhe von circa 7000 m in die sogenannte Todeszone aufsteigen. In der Todeszone ist ein längerer Aufenthalt nicht mehr möglich. Der Körper kann sich auch ohne weitere Betätigung nicht mehr regenerieren. Zudem erhöht ein dauerhafter Aufenthalt das Risiko, an den Folgen der Höhenkrankheit, zum Beispiel einem Hirn- oder Lungenödem, zu sterben. Höhenbergsteiger versuchen daher immer, die Aufenthaltsdauer in der Todeszone so weit wie möglich zu minimieren.
Weitere Gefahren sind Kälte, Windgeschwindigkeiten von mehr als 150 km/h (der Gipfel des Mount Everest ragt zeitweise in den Jetstream), Windböen und plötzliche Wetterumschwünge.
Obwohl die Bergsteiger von Schnee (und Felsen) umgeben sind, ist es schnell möglich, dass der Körper dehydriert. Wasser kann zwar durch Schmelzen von Schnee gewonnen werden, was die Mitnahme von Gaskocher und Geschirr erfordert und den Aufstieg durch die Wartezeit beim Schmelzen verzögert. Die Bergsteiger führen deshalb einen Vorrat Wasser mit sich, der jedoch leicht gefrieren kann, auch wenn er statt im Rucksack am Körper getragen wird. Durch die Dehydrierung wird der Körper anfälliger für die Höhenkrankheit, die neben den körperlichen Symptomen auch die Denkfähigkeit und Entscheidungssicherheit beeinträchtigt. Bergsteiger, die an der Höhenkrankheit leiden, steigen unter Umständen weiter auf, obwohl eine Umkehr zum Lager sicherer und sinnvoller wäre.
Die Umkehrzeit ist ebenfalls wichtig: Die Bergsteiger sollten unter allen Umständen bis zum Einbruch der Dunkelheit am Gipfeltag das Hochlager wieder erreicht haben. Sollten sie es nicht schaffen, rechtzeitig das Lager zu erreichen, und müssten sie deshalb oberhalb des Hochlagers mit unzureichenden Mitteln biwakieren, erhöht sich die Gefahr für die Bergsteiger erheblich: Einerseits tragen sie normalerweise aus Gewichtsgründen keine Zelte, Gaskocher, Schlafsack und ähnliche Dinge auf der Gipfeletappe mit sich und setzen sich damit der Gefahr von schweren Erfrierungen aus, andererseits reichen die mitgenommenen Sauerstoffvorräte nicht durch die Nacht. Der Sauerstoffmangel wiederum erhöht die Anfälligkeit für die Höhenkrankheit. Der Abstieg wird in der Nacht und durch die zwischenzeitlich eingetretene Erschöpfung extrem gefährlich.
Eine weitere Gefahr ist, dass es kaum Möglichkeiten gibt, Bergsteiger in Schwierigkeiten aus großen Höhen zu retten. Die meisten verfügbaren Hubschrauber können in der dünnen Luft nicht schweben, und anderen Bergsteigern fehlen in großen Höhen im Allgemeinen die Kraftreserven, um zu helfen. Bergsteiger, die nicht aus eigener Kraft absteigen können, müssen in den meisten Fällen am Berg liegen bleiben. Die Routen auf den hohen Hängen des Mount Everest sind von Bergsteigerleichen gesäumt: ca. 300 Menschen (Stand: Anfang 2019) ließen beim Versuch der Besteigung bisher ihr Leben.

## Auf der Südseite

### Expeditionen

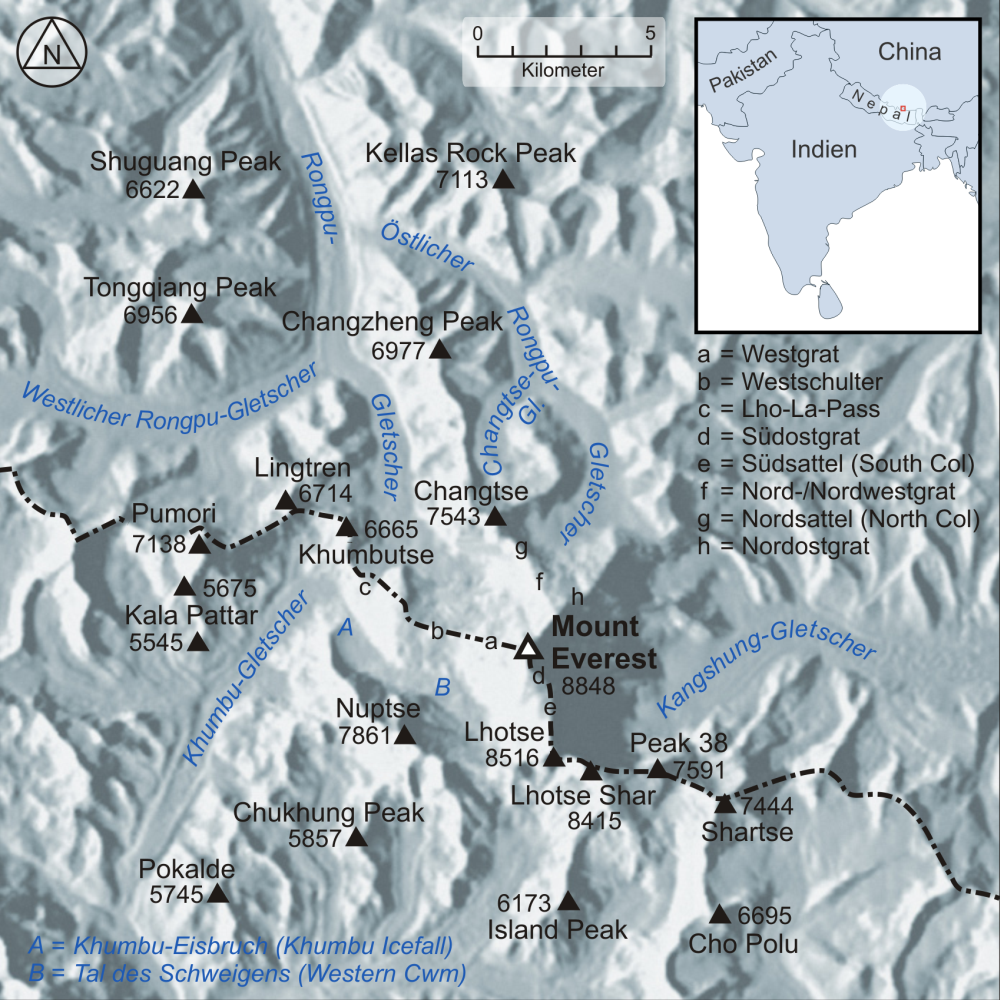
Karte des Mount Everest

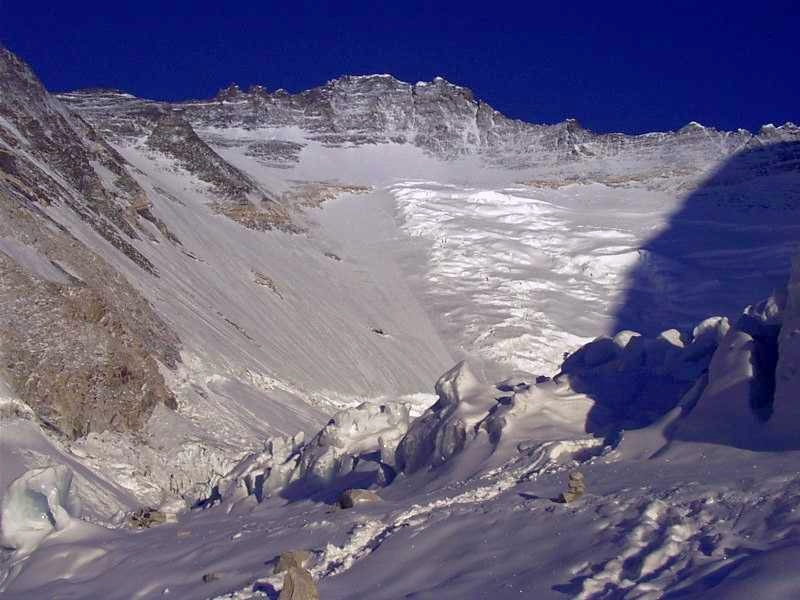
Tal des Schweigens

Im Frühjahr 1996 befanden sich mehrere zum Teil kommerzielle Expeditionen im Basislager auf der Südseite in 5400 m Höhe. Von dort aus stiegen die beteiligten Bergsteiger, ihre Bergführer und die Träger innerhalb von vier Tagen über den Khumbu-Eisbruch, das Tal des Schweigens („Western Cwm“) und die Lhotse-Flanke bis ins Hochlager 4 auf dem Südsattel auf. Der Südsattel war in der Nacht vom 9. zum 10. Mai dann der Ausgangspunkt der folgenden Expeditionen für den letzten Aufstieg zum Gipfel:

#### Adventure Consultants
Die neuseeländische Expedition von Adventure Consultants brach unter der Führung von Rob Hall am 9. Mai um circa 23:35 Uhr zum Gipfel auf.
Beteiligte Bergführer:
- Rob Hall (Neuseeland, Expeditionsleiter)
- Mike Groom (Australien)
- Andy Harris (Neuseeland)

Kunden:
- Frank Fischbeck (Hongkong)
- Doug Hansen (USA, erfahrener Bergsteiger)
- Stuart Hutchinson (Kanada)
- Lou Kasischke (USA, hatte sechs der Seven Summits bestiegen)
- Jon Krakauer (USA, erfahrener Bergsteiger, jedoch ohne Erfahrung im Höhenbergsteigen)
- Yasuko Namba (Japan, hatte sechs der Seven Summits bestiegen)
- John Taske (Australien)
- Beck Weathers (USA)

Träger (alle Nepal):
- Ang Dorje Sherpa
- Lhakpa Chhiri Sherpa
- Kami Sherpa
- Nawang Norbu Sherpa

Krakauer nahm als Journalist im Auftrag des Outside Magazine an der Expedition teil. Er hatte den Auftrag, einen Artikel über die steigende Anzahl von kommerziellen Besteigungen des Mount Everest zu schreiben. Dem Expeditionsleiter Rob Hall wurden als Gegenleistung Werbeflächen im Magazin zugesagt.
Die Träger Arita Sherpa und Chuldum Sherpa blieben auf Anweisung von Hall in den Zelten von Hochlager 4 zurück. Sie hatten die Aufgabe, sich bereitzuhalten, falls Schwierigkeiten auftreten sollten. Beide zogen sich jedoch am Nachmittag eine Kohlenstoffmonoxidvergiftung zu, als sie im Zelt kochten.

#### Mountain Madness
Die ebenfalls kommerzielle Expedition des Veranstalters Mountain Madness stand unter der Leitung von Scott Fischer. Die Teilnehmer verbrachten, wie die Bergsteiger von Adventure Consultants, die Nacht im Hochlager 4 auf dem Südsattel. Sie verließen das Lager um etwa 0:05 Uhr am 10. Mai 1996.
Bergführer:
- Scott Fischer (USA, Expeditionsleiter)
- Anatoli Bukrejew (Kasachstan)
- Neal Beidleman (USA)

Kunden:
- Martin Adams (USA, hatte bereits drei der Seven Summits (Aconcagua, Denali und Kibo) bestiegen)
- Charlotte Fox (USA, hatte alle 54 Gipfel über 4200 m in Colorado sowie zwei 8000er bestiegen)
- Lene Gammelgaard (Dänemark, erfahrene Bergsteigerin)
- Tim Madsen (USA, erfahrener Bergsteiger, jedoch ohne Erfahrung an 8000ern)
- Sandy Hill Pittman (USA, hatte sechs der Seven Summits bestiegen)
- Klev Schoening (USA)

Träger (alle Nepal):
- Lopsang Jangbu Sherpa
- Tashi Tshering Sherpa
- Ngawang Dorje Sherpa
- Ngawang Sya Kya Sherpa
- Tendi Sherpa

Der Träger „Big“ Pemba Sherpa blieb auf Anweisung von Lopsang Jangbu Sherpa im Hochlager 4 zurück, um in Notfällen Hilfe leisten zu können.
Die Kunden Dale Kruse und Pete Schoening (beide Vereinigte Staaten) nahmen am Aufstieg zum Gipfel nicht mehr teil. Kruse litt an Höhenkrankheit und wurde bereits während der Akklimatisierung am 26. April 1996 von Hochlager 3 durch Scott Fischer wieder ins Basislager zurückgebracht, während Pete Schoening auf Anraten der Ärzte des Basislagers wegen akuter Herzrhythmusstörungen auf den Aufstieg höher als zu Hochlager 3 verzichtet hatte.

#### Taiwan
Die staatliche Expedition aus Taiwan bestand in der Nacht zum 10. Mai 1996 nur noch aus ihrem Anführer „Makalu“ Gau Ming-Ho (Taiwan) sowie Kami Dorje Sherpa, Ngima Gombu Sherpa und Mingma Tshering Sherpa (alle Nepal). Der Bergsteiger Chen Yu-Nan (Taiwan) verunglückte in der Nacht zum 9. Mai 1996 im Hochlager 3, als er ausrutschte und in eine Gletscherspalte fiel. Obwohl er aus der Spalte geborgen werden konnte, starb er noch am selben Nachmittag an seinen Verletzungen.
Makalu Gau brach kurz nach der Gruppe von Mountain Madness in Begleitung von zwei Trägern zum Gipfel auf.

#### Andere Expeditionen
Im Mai 1996 befand sich außerdem noch ein Kamerateam unter der Leitung von David Breashears (USA) am Berg, das den IMAX-Film Everest – Gipfel ohne Gnade drehte. Zu den Teammitgliedern gehörten außer Breashears noch die Bergsteiger Ed Viesturs (USA), Robert Schauer (Österreich), Jamling Tenzing Norgay (Indien, der Sohn des Erstbesteigers) und einige weitere Bergsteiger. Während der Ereignisse des 10. und 11. Mai hielt sich das Team in den Hochlagern 2 und 3 im Tal des Schweigens auf.
Auch die Expedition von Alpine Ascents International von Todd Burleson und Peter Athans befand sich im Aufstieg zwischen Hochlager 3 und Hochlager 4.

### Route vomSüdsattelzum Gipfel
Um den Gipfel zu erreichen, müssen die Bergsteiger vom Südsattel aus über den Südostgrat aufsteigen, bis sie den sogenannten Balkon – einen kleinen Absatz auf 8400 m Höhe – erreicht haben. Von dort aus führt der Weg weiter zum Südgipfel zirka 100 Höhenmeter unterhalb des eigentlichen Gipfels, dann über einen schmalen Grat zu einer 12 m hohen Felskante namens Hillary Step. Diese Kante auf 8790 m Höhe ist das letzte große Hindernis vor dem Gipfel und kann jeweils nur von einer Person im Auf- oder Abstieg passiert werden.

### Verzögerungen beim Aufstieg
In der Nacht zum 10. Mai 1996 brachen insgesamt 33 Bergsteiger zum Gipfel auf. Nach drei Stunden Aufstieg kehrte als erster der Bergsteiger Frank Fischbeck um. Laut Jon Krakauer bemerkte Fischbeck, „dass irgend etwas an dem Tag nicht stimmte“. Fischbeck stieg alleine zum Lager ab.
Die Bergsteiger von Adventure Consultants und Mountain Madness hatten die Anweisung von Rob Hall und Scott Fischer, beisammenzubleiben, wenigstens so lange, bis die Teams den Balkon auf 8400 m erreicht hätten. Hall und Fischer wollten damit sicherstellen, dass die Bergführer immer wussten, wo ihre Kunden gerade aufstiegen. Gleichzeitig versäumten beide Expeditionsleiter, eine festgelegte Umkehrzeit bekanntzugeben, an der alle Bergsteiger der jeweiligen Expedition den Aufstieg abbrechen und zum Lager zurückkehren müssen. Im Vorfeld war als Umkehrzeit sowohl 13:00 Uhr als auch 14:00 Uhr im Gespräch. Die beteiligten Bergsteiger berichten jedoch übereinstimmend, dass eine endgültige Festlegung unterblieb. Diese beiden Faktoren spielten, unter anderen, eine wichtige Rolle bei den folgenden Ereignissen.
Durch die Anweisung zum Zusammenbleiben wurden, wie Krakauer mehrfach angibt, schnelle Bergsteiger gezwungen, immer wieder auf den Rest der Gruppe zu warten. Die Gruppe von Adventure Consultants, immerhin 15 Bergsteiger, vermischte sich dadurch mit der Mountain Madness-Gruppe und dem taiwanischen Team, was lange Staus an Schlüsselstellen beim Aufstieg zur Folge hatte. Die Bergsteiger warteten zwischen 45 und 90 Minuten, bevor sie weiterklettern konnten. Als die führenden Bergsteiger am Balkon angekommen waren, entdeckten sie, dass dort noch keine Fixseile zur Sicherung befestigt waren. Es war zwar von den Expeditionsleitern noch im Basislager geplant worden, dass ein Team aus je zwei Trägern beider Expeditionen den Kunden um 90 Minuten voraussteigt, um die Seile zu befestigen, dies wurde jedoch nicht durchgeführt. Die Gründe dafür sind nachträglich nicht mehr recherchierbar, da sowohl Rob Hall als auch Scott Fischer am Berg starben. Die Bergsteiger wurden wieder für circa eine Stunde aufgehalten, bis die Seile befestigt waren. Dies bedeutete für die Bergsteiger nicht nur eine Stunde Zeitverzögerung, sondern ebenso, dass sie ohne Bewegung in der Kälte verharren mussten und dementsprechend auskühlten.
Als die ersten Bergsteiger den Hillary Step auf 8760 m Höhe erreichten, stellten sie fest, dass auch hier die Fixseile fehlten. Eine weitere Stunde verging, bis der Bergführer Neal Beidleman die Seile angebracht hatte. Dazu kam die Zeit, in der sich die Bergsteiger an dieser Schlüsselstelle stauten, die jeweils nur eine einzige Person passieren kann.
Mittlerweile machten sich die Bergsteiger am Ende des Staus ernsthaft Sorgen: Es war bereits 11:30 Uhr und der Gipfel noch drei Stunden Aufstieg entfernt. Deshalb entschlossen sich Stuart Hutchinson, Lou Kasischke und John Taske zum Abstieg und kehrten um. Sie wurden von Kami Sherpa und Lhakpa Chhiri Sherpa begleitet und erreichten Hochlager 4 um circa 14:00 Uhr.
Auf dem Balkon wartete zu dieser Zeit noch Beck Weathers auf Hilfe, nachdem er Probleme mit seinen Augen bekommen hatte und nicht mehr scharf sehen konnte. Rob Hall hatte ihn angewiesen, dort zu warten, bis die anderen Bergsteiger wieder absteigen würden und ihm helfen könnten.
Um 13:07 Uhr erreichte als erster Bergsteiger der Saison 1996 der Bergführer Anatoli Bukrejew den Gipfel, gefolgt von Jon Krakauer um 13:17 Uhr. Während Krakauer nach nur fünf Minuten mit dem Abstieg begann, blieb Bukrejew auf dem Gipfel zurück, um auf seine Kunden zu warten. In den nächsten 30 Minuten erreichten Martin Adams und Klev Schoening den Gipfel, gefolgt vom Großteil der restlichen Bergsteiger. Die überlebenden Bergsteiger geben die einzelnen Zeiten verschieden an, weswegen eine genaue Einschätzung, wer wann den Gipfel erreichte und wieder verließ, schwierig ist. Rob Hall funkte vom Gipfel ins Basislager und gab an, er sehe Doug Hansen und wolle auf ihn warten. Hansen war zu diesem Zeitpunkt jedoch erst am Hillary Step, knapp 100 Höhenmeter unter dem Gipfel. Hansen ignorierte die Aufforderungen der Träger, umzudrehen, und stieg weiter auf, obwohl er mit seinen Kräften offensichtlich am Ende war.

### Wetterumschwung
Beim Abstieg traf Jon Krakauer nach wenigen Metern auf Martin Adams. Adams, ein erfahrener Pilot und damit wetterkundig, machte Krakauer bei dieser Gelegenheit auf ein heranziehendes Gewitter aufmerksam. Das Gewitter wurde von den anderen Bergsteigern erst später erkannt, so zum Beispiel von Makalu Gau um 15:10 Uhr, kurz nachdem er den Gipfel erreicht hatte. Krakauer selbst bemerkte erst auf dem Südgipfel um 15:30 Uhr das ganze Ausmaß des anziehenden Sturms. Dieser hüllte ab dem Nachmittag den Berg in dichte Wolken, die Sichtweite schwankte zwischen 0 und 150 Metern, dazu kamen noch heftiger Schneefall und starker Wind.

### Abstieg im Schneesturm
Laut eigener Aussage verließ Anatoli Bukrejew um circa 14:30 Uhr den Gipfel und stieg zusammen mit Martin Adams ab. Er traf am Hillary Step auf Jon Krakauer und Bergführer Andy Harris, die dort wegen aufsteigender Bergsteiger warten mussten, bis sie sich abseilen konnten. Nach ihnen folgte der Bergführer Mike Groom mit der Kundin Yasuko Namba. Der Bergführer Neil Beidleman verließ erst um 15:10 Uhr den Gipfel, zusammen mit vier Kunden. Bis dahin waren weder Scott Fischer noch Doug Hansen am Gipfel angekommen. Beide erreichten ihn erst weit nach der letzten sicheren Umkehrzeit: Fischer um 15:40 Uhr und Hansen erst nach 16:00 Uhr. Rob Hall wartete auch nach 16:00 Uhr noch am Gipfel auf seinen Kunden Hansen.
Gegen 15:30 Uhr erreichten die führenden Bergsteiger beim Abstieg den Südgipfel, dort trennten sich ihre Wege: Anatoli Bukrejew stieg schnell ab, gefolgt von Jon Krakauer, während Andy Harris am Südgipfel zurückblieb. Der Weg von Martin Adams ist unklar, er wurde jedoch um circa 17:00 Uhr von Bergführer Mike Groom und Yasuko Namba im Zwielicht auf der Nordseite unterhalb des Balkons entdeckt und auf den richtigen Weg zurückgeschickt. Gleichzeitig erreichte Anatoli Bukrejew bereits das Hochlager 4. Die Gründe für seinen schnellen Abstieg, ohne auf seine Kunden zu warten, sind seitdem umstritten. Er selbst gab an, er wollte bereit sein, um mit heißem Tee und neuem Sauerstoff anderen Bergsteigern zur Hilfe kommen zu können; er habe dies auch mit Scott Fischer so abgesprochen.
Um 19:15 Uhr traf Martin Adams etwa 70 Höhenmeter oberhalb von Hochlager 4 auf Jon Krakauer. Beide erreichten um 19:30 Uhr (Adams) beziehungsweise um 19:45 Uhr (Krakauer) das Lager. Allerdings hielt Krakauer Adams für Andy Harris und wähnte diesen in Sicherheit, als er ihn das Lager erreichen sah, während der echte Harris noch auf dem Südgipfel war. Da dieses Missverständnis erst Wochen nach der Expedition geklärt wurde, machte sich Krakauer Vorwürfe, für Harris’ Tod mitverantwortlich zu sein. Gleichzeitig machte sich Bergführer Anatoli Bukrejew auf die Suche nach den anderen Bergsteigern und stieg circa 200 Höhenmeter auf, fand jedoch niemanden. Er kehrte zwischen 20:00 Uhr (Angabe laut Bukrejew) und 21:00 Uhr (Angabe laut Krakauer) ins Hochlager 4 zurück.
Weiter oben hatten sich bereits um 18:45 Uhr die Bergführer Neal Beidleman und Mike Groom mit den Bergsteigern Tasi Tshering Sherpa und Ngawang Dorje Sherpa zusammengetan, um eine größere Gruppe Kunden (Klev Schoening, Tim Madsen, Charlotte Fox, Sandy Pittman, Lene Gammelgaard, Beck Weathers und Yasuko Namba) vom Berg zu führen. Die Gruppe war nur 10 bis 15 Minuten Wegzeit hinter Jon Krakauer, als der Sturm sich rapide verschlimmerte und der Gruppe die Sicht nahm. Krakauer spricht von sechs bis sieben Metern Sichtweite zu diesem Zeitpunkt. Bergführer Beidleman versuchte aufgrund der schlechten Verhältnisse und seiner extrem erschöpften Kunden (Namba und Pittman waren zu dem Zeitpunkt bereits zusammengebrochen und mit Medikamenten wieder auf die Beine gestellt worden), die Gruppe auf einer technisch leichteren Strecke in einem Bogen ins Lager zu führen. Die Gruppe erreichte um circa 19:30 Uhr den Südsattel, fand aber auf der mehrere Hektar großen Fläche im Sturm das Lager nicht. Die Bergsteiger waren schließlich gezwungen, sich aneinander zu kauern und auf ein Nachlassen des Sturms zu warten. Gegen Mitternacht klarte der Sturm weit genug auf, das Team konnte nun das Lager in nur 200 m Entfernung sehen. Neal Beidleman, Mike Groom, Klev Schoening und Lene Gammelgaard versuchten nun mit den beiden Sherpas das Lager zu erreichen. Tim Madsen und Charlotte Fox blieben bei den extrem erschöpften Yasuko Namba, Sandy Pittman und Beck Weathers zurück, um Helfer mit Rufen zu sich zu führen. Im Lager schickten Neal Beidleman und Klev Schoening den Bergführer Anatoli Bukrejew auf die Suche. Bukrejew fand die zurückgelassenen Bergsteiger etwa eine Stunde später und führte Sandy Pittman, Charlotte Fox und Tim Madsen zurück zum Lager. Beck Weathers und Yasuko Namba, die beide im Sterben zu liegen schienen, wurden zurückgelassen.

### Nachzügler
Die Bergsteiger, die den Umkehrzeitpunkt verpasst hatten und dadurch noch am Berg unterwegs waren, steckten jetzt in massiven Schwierigkeiten: Scott Fischer hatte den Gipfel, auf dem Lopsang Jangbu Sherpa auf ihn wartete, entkräftet erst um 15:40 Uhr erreicht und um 15:55 Uhr zusammen mit der taiwanischen Expedition wieder verlassen. Lopsang Jangbu Sherpa blieb noch kurz zurück, um Rob Hall und Doug Hansen zu helfen. Er brachte beide Bergsteiger vom Gipfel bis kurz oberhalb des Hillary Steps und eilte dann seinem Chef Scott Fischer nach. Er stieß beim Absteigen dann um circa 17:00 Uhr am Südgipfel auf den Bergführer Andy Harris und sprach kurz mit ihm. Daraufhin stieg Harris mit frischen Sauerstoffflaschen wieder auf und versuchte, Hall und Hansen oberhalb des Hillary Steps zu erreichen. Die weiteren Ereignisse um diese Gruppe bis zum Funkspruch von Rob Hall um 4:43 Uhr am Morgen des 11. Mai 1996 sind unbekannt.
Lopsang Jangbu Sherpa überholte die taiwanische Expedition beim Abstieg und erreichte Scott Fischer gegen 18:00 Uhr. Er versuchte nun, Scott Fischer mit allen Mitteln weiter beim Absteigen zu helfen. Fischer soll unter anderem auf dem Hosenboden den Hang hinabgerutscht sein. Scott Fischer blieb jedoch oberhalb einer technisch schwierigen Stelle auf 8300 m Höhe endgültig stecken. Lopsang versuchte daraufhin, ihm einen Windschutz als Unterschlupf zu bauen. Kurz darauf traf auch Makalu Gau mit seinen Bergführern aus dem Volk der Sherpa bei Fischer und Lopsang ein. Makalu Gau, dessen Zustand zu diesem Zeitpunkt ähnlich kritisch war, musste ebenfalls bei Scott Fischer und dessen Windschutz zurückbleiben. Seine Träger stiegen daraufhin weiter ab, gefolgt etwa eine Stunde später von Lopsang Jangbu Sherpa. Diese erreichten das Hochlager 4 zwischen 23:00 Uhr (Sherpas) und Mitternacht (Lopsang Jangbu Sherpa).

### Der nächste Tag
Rob Hall überlebte die Nacht in 8700 m Höhe und meldete sich am 11. Mai um 4:43 Uhr über Funk im Basislager. Er sagte, er sei alleine auf dem Südgipfel. Laut seiner Aussage hatte es Andy Harris in der Nacht geschafft, ihn zu erreichen, sei aber zum Zeitpunkt des Funkspruchs nicht mehr bei ihm. Ebenso sei Doug Hansen in der Nacht verschwunden. Es ist nicht klar, ob Hall hiermit „verschwunden“ oder „verstorben“ meinte, da der englische Ausdruck Doug is gone beides bedeuten kann. Hall bat um ein Rettungsteam, das ihm heißen Tee und volle Sauerstoffflaschen bringen sollte.
Um circa 9:30 Uhr am Morgen des 11. Mai machten sich zwei Rettungsteams aus dem Volk der Sherpas auf den Weg zu den vermissten Bergsteigern: Ang Dorje Sherpa und Lhakpa Chhiri Sherpa versuchten Rob Hall am Südgipfel zu erreichen, während Tashi Tshering Sherpa und Ngawang Sya Kya Sherpa zusammen mit einem Träger des taiwanischen Teams Scott Fischer und Makalu Gau retten wollten. Diese fanden Fischer und Makalu Gau auf einem Felsvorsprung 400 Höhenmeter über dem Lager. Fischer lebte zu diesem Zeitpunkt zwar noch, reagierte aber nicht mehr auf das Rettungsteam und wurde deshalb zurückgelassen. Makalu Gau dagegen war in besserem Zustand und konnte mit Hilfe der Bergführer ins Hochlager 4 absteigen. Ang Dorje Sherpa und Lhakpa Chhiri Sherpa versuchten weiter, Rob Hall auf dem Südgipfel zu erreichen, mussten aber um 15:00 Uhr ungefähr 300 Höhenmeter darunter umkehren. Damit war der letzte Versuch, Rob Hall zu retten, gescheitert.
Rob Hall meldete sich noch mehrfach bis in den Nachmittag hinein über Funk und teilte seinen Teamgefährten im Basislager mit, dass er nicht klettern könne, seine Hände und Füße seien zu erfroren. Hall sprach ein letztes Mal um 18:20 Uhr über Satellitentelefon mit seiner Frau. Seine letzten Worte waren: „Ich liebe dich. Schlaf gut, mein Schatz. Mach Dir bitte nicht zu viele Sorgen.“ Kurz darauf verstarb Rob Hall, seine Leiche wurde von Bergsteigern des IMAX-Teams am 23. Mai 1996 in einer Mulde am Südgipfel gefunden.
Zwischen all den schlechten Nachrichten des 11. Mai kam nachmittags ein Hoffnungsschimmer auf, als Beck Weathers um 16:30 Uhr aus eigener Kraft ins Lager gestolpert kam. Zuvor hatte ein Team von mehreren Bergführern aus dem Volk der Sherpas, angeführt von Stuart Hutchinson, versucht, Weathers und Yasuko Namba zu bergen. Da Weathers und Namba unansprechbar waren, wurde auch hier entschieden, beide zurückzulassen. Trotzdem schaffte es Weathers am späten Nachmittag, aufzustehen und ins Lager zu laufen. Laut eigener Aussage dämmerte er dahin, bis er seine steifgefrorene rechte Hand (seinen Handschuh hatte er in der Nacht verloren) direkt vor seinen Augen sah, was ihn schlagartig zurück in die Wirklichkeit holte.
Am späten Nachmittag erfuhr Anatoli Bukrejew vom Rettungsteam, dass Scott Fischer zurückgelassen wurde. Bukrejew zog deshalb gegen 17:00 Uhr noch einmal alleine los, um Scott Fischer vom Berg zu retten. Er erreichte Fischer irgendwann zwischen 19:00 und 20:00 Uhr, jedoch war der zu diesem Zeitpunkt bereits tot. Bukrejew kehrte ins Hochlager 4 zurück.

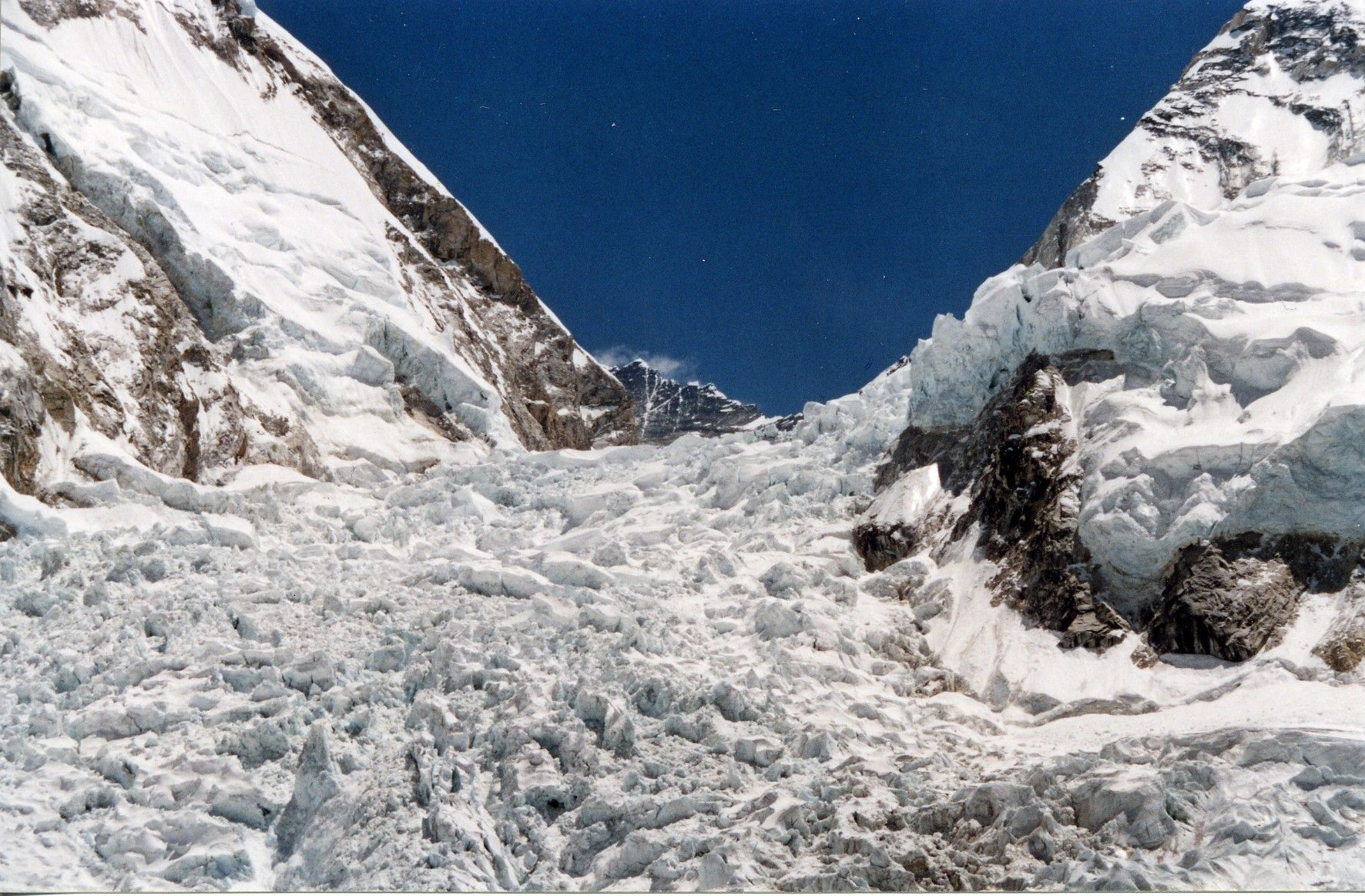
Der Khumbu-Eisbruch

Beck Weathers und Makalu Gau wurden nach der Erstversorgung am 12. Mai 1996 von Todd Burleson und Peter Athans von Alpin Ascents International sowie dem IMAX-Team und den erschöpften Bergführern der Sherpas bis an den Rand des Khumbu-Eisbruchs auf 6035 m Höhe gebracht. Der Eisbruch, eine steile Passage, in der das Gletschereis aus dem Tal des Schweigens 600 Meter abfällt und in große Blöcke zerbricht, war für die Retter wegen der Gletscherspalten und der damit verbundenen Schwierigkeiten beim Überklettern nicht passierbar. Colonel Madan Khatri Chhetri von der Nepal Army Air Force führte deshalb mit einem Eurocopter-AS-350-Hubschrauber eine der höchsten Bergrettungen der Geschichte mit einem Helikopter durch und brachte beide Bergsteiger vom Gletscher in Sicherheit.
Sowohl das IMAX-Filmteam als auch die Expedition von Alpine Ascents International gaben ihre eigenen Gipfelpläne vorerst auf, als sie von den Schwierigkeiten weiter oben am Berg erfuhren. Beide Teams stellten ihre Sauerstoffvorräte im Hochlager 4 zur Verfügung und versuchten darüber hinaus, schnellstmöglich den Bergsteigern in Lager 4 zur Hilfe zu kommen.
In den folgenden Monaten wurde viel über die Rolle von Anatoli Bukrejew während der Ereignisse gestritten. Insbesondere Jon Krakauer griff in seinem Artikel im Outside Magazine und in seinem Buch Bukrejew heftig an: Krakauer beschuldigte Bukrejew, seine Kunden einerseits durch seinen Verzicht auf zusätzlichen Sauerstoff während des Aufstiegs gefährdet zu haben. Bergführer sollten immer mit Sauerstoffunterstützung aufsteigen, um jederzeit ihren Kunden bestmöglich helfen zu können, ohne selbst durch den Sauerstoffmangel behindert zu sein. Er kritisierte außerdem, dass Bukrejew so schnell und ohne auf seine Kunden zu warten abgestiegen war, und führte dies auch darauf zurück, dass Bukrejew ohne eine Sauerstoffunterstützung körperlich nicht in der Lage war, länger auf dem Gipfel oder in großer Höhe zu bleiben. Bukrejew erwiderte, durch den Verzicht auf Sauerstoffflaschen von Anfang an setze er sich nicht der Gefahr aus, beim Beenden der zusätzlichen Sauerstoffversorgung schlagartig einen Teil seiner Denk- und Leistungsfähigkeit zu verlieren. Beim Aufstieg ohne zusätzlichen Sauerstoff sei er für seine Kunden ein gleichbleibend leistungsfähiger Führer. Unabhängig davon hatte er mit Scott Fischer vereinbart, sich die Entscheidung über die Nutzung von Sauerstoff bis zum Gipfelsturm aufzuheben. Deshalb wurde auch für ihn Sauerstoff ins Hochlager 4 gebracht, wovon er beim Gipfelsturm auch tatsächlich eine Flasche samt Regler und Maske mitführte, jedoch nicht benutzte. Äußerungen, er könne ohne Sauerstoff Dinge für die Kunden tragen, sind entsprechend von ihm nicht erfolgt. Am Gipfel gab er seine volle Flasche dann Neal Beidleman, dessen Vorrat zur Neige ging. Der ebenso kritisierte schnelle Abstieg sei mit seinem Chef Scott Fischer abgesprochen gewesen. Bukrejew sagte, er habe seine Kräfte für etwaige Rettungen sparen und bereit sein wollen, ausgeruht und mit heißen Getränken den anderen Bergsteigern zu Hilfe zu kommen; weitere Bergführer seien aufgrund der großen Zahl noch auf dem Berg befindlicher Führer und Träger auch nicht nötig. Bukrejew hatte am späten Abend, in der Nacht und am nächsten Tag mehrmals genug Reserven, andere Bergsteiger zu retten – dies zum Großteil allein, da Hilfsanfragen seinerseits bei den anderen Zelten von deren völlig verausgabten Insassen nicht beantwortet wurden. Bukrejew konnte am nächsten Tag auch noch einmal zu Scott Fischer aufsteigen. Krakauer und Bukrejew legten den Streit erst Anfang November 1997 bei, kurz bevor Bukrejew an der Annapurna starb.
Trotzdem dauert die Auseinandersetzung über die Verwendung von zusätzlichem Sauerstoff beim Höhenbergsteigen weiter an, auch wenn Bergführer wie David Breashears klar Stellung beziehen: „Egal wie stark man ist, wenn man den Everest ohne Sauerstoff besteigt, bewegt man sich an der Grenze. Man ist dann nicht mehr in der Lage, seinen Kunden zu helfen.“ und „Für einen Everest-Führer sollte es nur einen Platz geben, entweder bei seinen Kunden oder direkt hinter ihnen, und er sollte Flaschensauerstoff verwenden, damit er Hilfe leisten kann.“ Ebenso erklärte Reinhold Messner im Februar 1998 in New York: „Niemand sollte am Everest führen, ohne Flaschensauerstoff zu benutzen.“
Todd Burleson, Peter Athans und Anatoli Bukrejew wurden für ihren Einsatz zur Rettung der überlebenden Bergsteiger 1997 vom American Alpine Club mit dem David A. Sowles Memorial Award geehrt.

## Auf der Nordseite

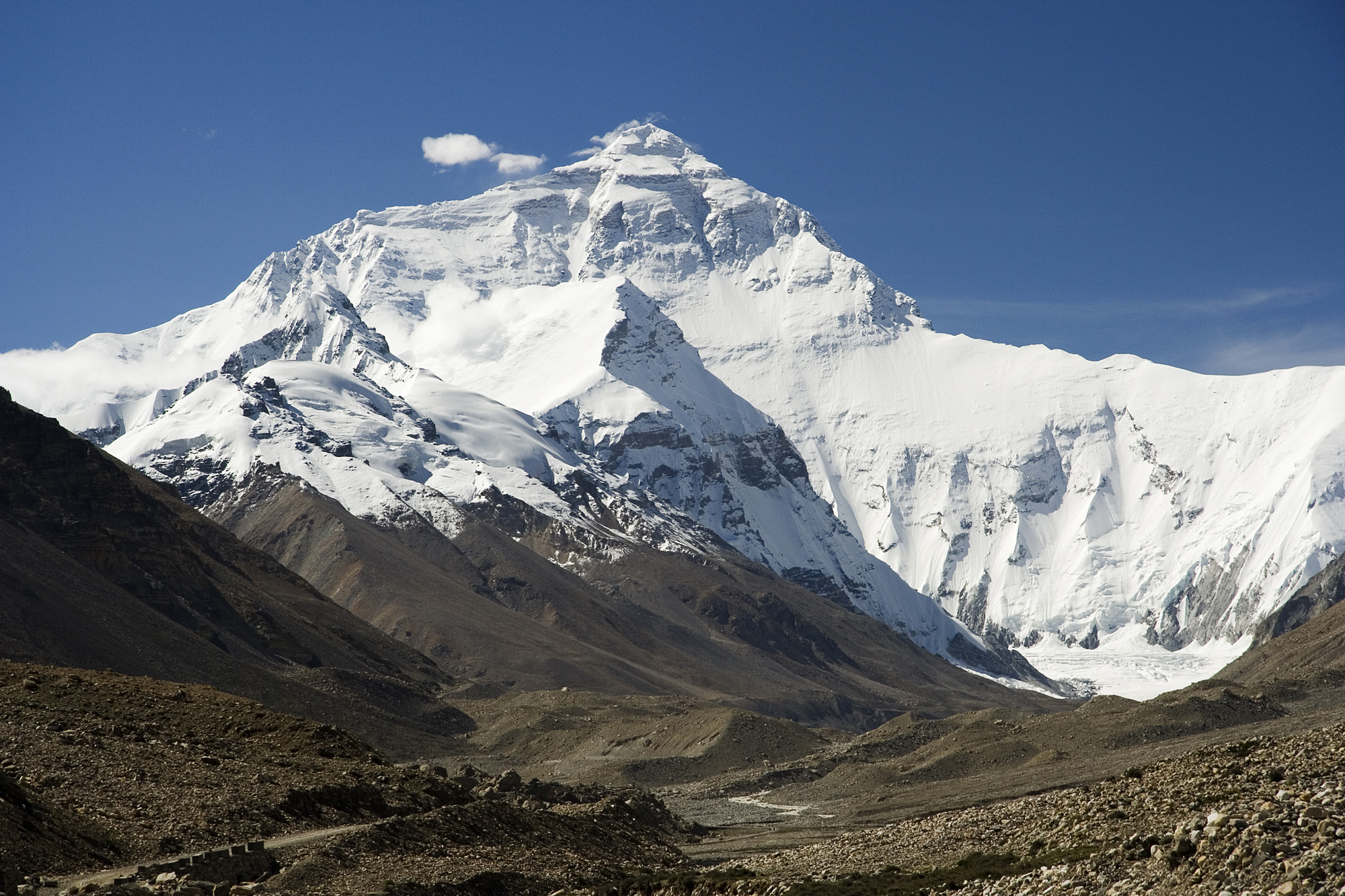
Die Nordseite vom Weg zum Basislager aus gesehen. Links vom Gipfel der Nordostgrat.

Die letzte Etappe zum Gipfel beginnt auf der Nordseite im Hochlager 6 in circa 8300 m Höhe. Um dorthin zu gelangen, steigen die Bergsteiger zuerst in zwei Tagen aus dem Basislager ins vorgeschobene Basislager (Advanced Base Camp, kurz ABC) auf 6450 m Höhe. Von dort führt die Route auf den 7000 m hohen Nordsattel (North Col) ins Hochlager 4 und weiter in zwei Tagesetappen über das Hochlager 5 (7680 m) ins Hochlager 6.

### Expeditionen
Auf der tibetischen Nordseite befanden sich am 9. und 10. Mai 1996 mehrere, teilweise kommerzielle Expeditionen in den verschiedenen Lagern am Berg. Hier waren die nachfolgend aufgezählten Expeditionen an den Ereignissen beteiligt:

#### Indo-Tibetan Border Police
Die Expedition des Indo-tibetischen Grenzschutzes befand sich am 10. Mai im Hochlager 6. Nur noch sechs der über 40 Teammitglieder warteten im Lager 6 auf die Chance zum Aufstieg:
- Tsewang Smanla,
- Tsewang Paljor,
- Dorje Morup
- sowie drei weitere Bergsteiger aus Indien verließen das Lager erst um 5:45 Uhr (tibetische Zeit: 8:00 Uhr) morgens, eine extrem späte Zeit für den Start der Gipfeletappe. Ihr Teamleiter Mohindor Singh (ebenfalls Indien) befand sich im vorgeschobenen Basislager am Fuß des Nordsattels. Das Team beschäftigte keine bergsteigenden Träger.

#### Japanische Expedition
Ebenso befanden sich drei Bergsteiger der Japanisch-Fukuokischen Everest-Expedition am Berg; die Bergsteiger Eisuke Shigekawa und Hiroshi Hanada (beide Japan) wurden von Pasang Kami Sherpa, Pasang Tshering Sherpa und Any Gyalzen (alle Nepal) begleitet. Dieses Team wollte den Gipfel erst am 11. Mai besteigen und befand sich damit einen Tag hinter den indischen Bergsteigern im Hochlager 5.

#### Weitere Expeditionen
Außer den beiden oben erwähnten Expeditionen hielten sich noch weitere Expeditionen an der Nordseite auf, unter anderem das englische Filmteam um den Regisseur Matt Dickinson (Großbritannien). Diese Expedition sollte den Gipfelversuch des englischen Schauspielers Brian Blessed für eine Dokumentation der Fernsehsender ITN und Channel 4 begleiten und filmen.

### Route vomHochlager 6zum Gipfel
Um den Gipfel vom Hochlager 6 aus zu erreichen, müssen die Bergsteiger zunächst über das Gelbe Band, eine felsige und steile Passage, zum Nordostgrat aufsteigen. Von dort aus führt der Weg über Drei Felsstufen namens First Step, Second Step und Third Step zum Gipfel. Insbesondere der Second Step, eine 40 m hohe und circa 70 Grad steile Felsstufe auf 8605 m Höhe, stellt ein schwieriges Hindernis dar. Nach demThird Step führt der relativ gering geneigte, jedoch weite Weg über den Grat direkt zum Gipfel.

### Aufstieg und Gipfel
Nach dem Aufbruch vom Hochlager 6 verlief der Aufstieg für die indischen Bergsteiger vorerst planmäßig. Als sie jedoch den Nordostgrat erreichten, zwang der aufkommende Sturm drei der Bergsteiger zur Umkehr. Tsewang Smanla, Tsewang Paljor und Dorje Morup stiegen trotz des Sturmes weiter auf und meldeten um 15:45 Uhr, sie hätten den Gipfel erreicht. Mittlerweile gehen Krakauer und Dickinson und andere davon aus, dass die drei Bergsteiger den Gipfel des Mount Everest nicht erreicht haben, sondern eine Kuppe auf circa 8700 m Höhe in den schlechten Sichtverhältnissen mit dem Gipfel verwechselten. Krakauer und Dickinson geben an, dass keiner der Bergsteiger von Adventure Consultants, Mountain Madness oder der taiwanischen Expedition die Inder auf dem Gipfel gesehen hatte. Auch meldeten die Inder den Gipfel in Wolken, während die anderen Bergsteiger noch freie Sicht hatten. Kurz nach Einbruch der Dunkelheit teilten dann Bergsteiger, die sich in den tieferen Lagern aufhielten, über Funk mit, sie hätten den Schein zweier Helmlampen am Second Step gesehen. Allerdings erreichte keiner der drei Inder das Hochlager 6. Auch gab es keinen Funkkontakt mehr mit ihnen.

### Verbleib der Bergsteiger, Reaktionen
Am 11. Mai 1996 um etwa 1:45 Uhr machten sich die beiden Bergsteiger des japanischen Teams zusammen mit den drei bergsteigenden Trägern trotz heftigen Windes auf den Weg zum Gipfel. Gegen 6:00 Uhr stießen sie am First Step auf einen der Inder, wahrscheinlich Tsewang Paljor. Paljor litt zu diesem Zeitpunkt an schweren Erfrierungen, Sauerstoffmangel und wahrscheinlich auch an der Höhenkrankheit. Eisuke Shigekawa und Hiroshi Hanada unternahmen keine Rettungsversuche. Beide gaben später zu Protokoll, der Inder sei nicht ansprechbar gewesen und habe „gefährlich ausgesehen“. Das japanische Team stieg dann weiter in Richtung Gipfel auf. Oberhalb des Second Step stießen die Bergsteiger auf die beiden anderen Inder, die ebenfalls noch lebten. Über ihren Zustand liegen keine gesicherten Informationen vor, es scheint aber, dass beide zu diesem Zeitpunkt bereits unansprechbar waren und im Sterben lagen. Das japanische Team unternahm wiederum keinerlei Rettungsversuche und stieg weiter zum Gipfel auf, den es um 11:45 Uhr in starkem Wind erreichte. Um die hierfür nötige Kraftanstrengung beurteilen zu können, sollte man beachten, dass auf der Südseite die bergsteigenden Träger, die auf dem Weg zu Rob Hall waren, wegen des starken Winds umkehren mussten. Auf dem Rückweg der japanischen Expedition befreite Pasang Kami Sherpa einen der indischen Bergsteiger, wahrscheinlich Tsewang Smanla, aus einigen Fixseilen, in denen er sich verheddert hatte. Dorje Morup war zu diesem Zeitpunkt bereits tot. Den dritten indischen Bergsteiger am First Step konnten die japanischen Bergsteiger nicht mehr finden. Seine Leiche wurde erst am 18. Mai zusammengekauert unter einem Felsvorsprung gefunden. Wegen seiner auffällig grünen Schuhe wurde ihm in den folgenden Jahren bei Wegbeschreibungen die Bezeichnung Green Boots gegeben.
Die Aktionen des japanischen Teams lösten eine weltweite heftige Reaktion aus, die durch zum Teil falsche Medienberichte weiter geschürt wurde: Es wurde angegeben, die Rettung von wenigstens einem der indischen Bergsteiger wäre möglich gewesen, da er sich nur 100 m über dem Lager 6 befunden habe. Auch die Teilnahmslosigkeit der japanischen Bergsteiger stand unter heftiger Kritik. Matt Dickinson vermerkt in seinem Buch allerdings, dass er den Inder selbst bei seiner Besteigung des Mount Everest am 19. Mai 1996 gesehen habe und der tote Bergsteiger nicht 100 m, sondern 300 Höhenmeter und knapp 500 m Kletterstrecke vom Hochlager 6 entfernt war. Dickinson schreibt, er selbst habe vom Camp bis an die angegebene Stelle viereinhalb Stunden angestrengten Kletterns benötigt. Eine Rettung sei deshalb nur schwer möglich gewesen, vor allem, weil der Inder mit Rettungsgerät (das nicht verfügbar war) durch das steile Gelbe Band hätte gebracht werden müssen. Dickinson kommt zu dem Schluss, eine Rettung sei unter den gegebenen Umständen unmöglich gewesen. Allerdings wurden in späteren Jahren Bergsteiger sogar bei Problemen teils noch oberhalb des Second Steps geborgen, jedoch unter besseren Wetterbedingungen.

## Analyse
Eine Analyse der wichtigsten Gründe, die zu dem Unglück geführt haben, ergibt:
- In beiden kommerziellen Expeditionen befanden sich Bergsteiger, die mit großen Höhen keine Erfahrung hatten. Diese Bergsteiger waren kaum in der Lage, fundierte Entscheidungen zu treffen, und damit von ihren Bergführern abhängig. Die Fehler einiger Bergführer gefährdeten die Kunden zusätzlich; zum Beispiel wurden der schnelle Soloabstieg von Anatoli Bukrejew oder die späte Umkehrzeit von Rob Hall und Scott Fischer kritisiert. Jon Krakauer beschreibt zusätzlich das Bergführer-Kunden-Verhältnis als problematisch, da es seiner Ansicht nach zum einen die Kunden, auch wenn es sich um erfahrene Höhenbergsteiger handelte, dazu brachte, sich zu sehr auf die Bergführer zu verlassen. Zum anderen setzte das problematische Verhältnis laut Krakauer die Bergführer unter Druck, möglichst viele Kunden auf den Gipfel zu bringen und dafür bestimmte Anzeichen von Gefahren zu ignorieren.
- Am 10. Mai war eine große Anzahl an Bergsteigern auf der Gipfeletappe unterwegs. Zusätzlich hatten die Mitglieder der kommerziellen Expeditionen die Anweisung, zusammenzubleiben. Hierdurch war eine große Gruppe mit relativ geringen Abständen unterwegs, was Staus an den Schlüsselstellen, vor allem am Hillary Step, verursachte. Das verzögerte den Aufstieg der meisten Bergsteiger so weit, dass viele von ihnen erst nach der üblichen Umkehrzeit von 14 Uhr den Gipfel erreichten. Damit wurde die Zeit zum Abstieg im Tageslicht knapp, ebenso reichten die Sauerstoffvorräte einiger Bergsteiger nicht mehr aus.
- Jon Krakauer sowie einige bekannte Bergsteiger (z. B. Reinhold Messner, Edmund Hillary oder Ralf Dujmovits[10]) kritisieren die Praxis, Kunden mit Unterstützung durch zusätzlichen Sauerstoff aufsteigen zu lassen. Sie argumentieren, dass der zusätzliche Sauerstoff Bergsteigern helfe, die ohne diese Unterstützung den Aufstieg nicht schaffen würden und eventuell in Schwierigkeiten geraten, sobald die Sauerstoffvorräte aufgebraucht sind oder wenn die Sauerstoffgeräte einmal versagen. Krakauer schlug vor, Sauerstoffunterstützung nur für Notfälle zuzulassen und ansonsten auf den Gebrauch komplett zu verzichten. Diese vorgeschlagene Praxis würde außerdem automatisch die Anzahl der Bergsteiger am Mount Everest (und anderen 8000ern) reduzieren sowie das Problem der Umweltverschmutzung durch zurückgelassene leere Sauerstoffflaschen hoch oben am Berg verringern. In einem Interview zu den Ereignissen meinte der deutsche Höhenbergsteiger und Organisator kommerzieller Expeditionen Ralf Dujmovits, er verzichte seit 1996 darauf, kommerzielle Expeditionen auf die hohen 8000er wie Mount Everest, Lhotse oder K2 zu führen. Er sagte, das Risiko in den großen Höhen sei für ihn nicht tragbar, als Bergführer „… geht man dort oben am Anschlag. Wir können auf dieser Höhe keine saubere Arbeit mehr abliefern. Und wenn ich die Sicherheit der Leute nicht mehr garantieren kann, muss ich einfach die Finger davon lassen.“[10]
- Der Wetterumschwung am Nachmittag spielte eine weitere wichtige Rolle. Der Zeitpunkt des Sturms war sehr ungünstig: Viele Bergsteiger befanden sich bereits auf dem Gipfel oder dem Gipfelgrat und hatten einen großen Teil ihrer Kräfte bereits aufgebraucht. Ein früherer Sturm hätte die Bergsteiger eher und mit größeren Kraftreserven zur Umkehr gezwungen; damit wäre die Wahrscheinlichkeit des Überlebens höher gewesen.
- 1996 hatten die kommerziellen Expeditionen geringere Erfahrungen mit Everestexpeditionen mit Hobbybergsteigern als beispielsweise zehn Jahre später. 1996 gab es 15 Tote auf 98 Gipfelbesteigungen. Für einen Teil des Jahres 2006 lag die Quote dagegen bei elf Toten bei etwa 400 Gipfelbesteigungen. Die Anbieter haben dazugelernt: Bergführer haben heute ein besseres Verständnis als 1996 dafür, was ihre Kunden an Ausrüstung, Sauerstoff, Hilfe der Träger und Fixleinen benötigen. Sie sammeln Wetterdaten, halten Material zur Rettung und Versorgung verletzter Kunden bereit und verwenden viel Zeit darauf, ihre Gipfelstrategien an die Gegebenheiten anzupassen.[8]
- Probleme machten 1996 die geringe Anzahl von Profis im Verhältnis zu Kunden. Die Betreuungsquote für Kunden durch bergsteigende Träger ist heute bei großen kommerziellen Veranstaltern in der Gipfeletappe oftmals 1:1, jeder zahlende Kunde wird somit von einem Bergsteiger begleitet. Dies ermöglicht ein leistungs-individuelles Klettertempo – es war ein Kritikpunkt Krakauers, gebremst worden zu sein durch die Vorgabe Rob Halls, dass die Gruppe aus Gründen des Überblicks und der Sicherheit zusammenzubleiben habe. Der gleiche Grund kostete den nicht zum Gipfel gelangten Beck Weathers seine Gesundheit – er hätte, als er Sehprobleme bekam, mit Individualbetreuung absteigen können, statt auf Geheiß Halls die Gipfelrückkehr der anderen abwarten zu müssen. Heute ist auch die Kommunikation besser, weil jedes Teammitglied Funk haben kann.
- Im Mai 2004 veröffentlichte der Physiker Ken Moore zusammen mit dem Mediziner John L. Semple im New Scientist Magazine eine Analyse der Wetterverhältnisse des 11. Mai 1996 und zeigte, dass hohe Windgeschwindigkeiten (durch die Wirkung des hydrodynamischen Drucks) den Luftdruck und damit den Sauerstoffpartialdruck reduzieren. Zum fraglichen Zeitpunkt könnte der beschriebene Effekt den Sauerstoffpartialdruck um bis zu 6 % gesenkt haben.[11][12] Dadurch wurden die Bergsteiger anfälliger für die Höhenkrankheit.

## Liste der Opfer
| Name                       | Nationalität | Expedition                 | Sterbeort                                 | Todesursache          |
| -------------------------- | ------------ | -------------------------- | ----------------------------------------- | --------------------- |
| Rob Hall (Bergführer)      | Neuseeland   | Adventure Consultants      | Südgipfel, 8750 m                         | erfroren              |
| Andrew Harris (Bergführer) | Neuseeland   | Adventure Consultants      | Südostgrat, 8800 m                        | verschollen           |
| Scott Fischer (Bergführer) | USA          | Mountain Madness           | Südostgrat, 8300 m                        | Erschöpfung, erfroren |
| Doug Hansen (Kunde)        | USA          | Adventure Consultants      | Südgipfel, 8750 m                         | Erschöpfung, erfroren |
| Yasuko Namba (Kundin)      | Japan        | Adventure Consultants      | Südsattel, 7900 m                         | Erschöpfung, erfroren |
| Tsewang Smanla             | Indien       | Indo-Tibetan Border Police | Nordgrat, zwischen First- und Second Step | Erschöpfung, erfroren |
| Dorje Morup                | Indien       | Indo-Tibetan Border Police | Nordgrat, zwischen First- und Second Step | Erschöpfung, erfroren |
| Tsewang Paljor             | Indien       | Indo-Tibetan Border Police | Nordgrat, zwischen First- und Second Step | Erschöpfung, erfroren |

Quelle: 8000ers
Die Leichen der Verstorbenen befinden sich zum Teil immer noch im Permafrost auf dem Mount Everest. Der Leichnam von Tsewang Paljor diente unter der Bezeichnung Green Boots (englisch: „grüne Stiefel“, aufgrund seiner neongrünen Bergsteigerstiefel) zeitweilig geradezu als eine Wegmarke auf dem Weg zum Gipfel über die Nordroute (Bild des Toten im Jahr 2010).

## Verfilmungen
- In eisige Höhen – Sterben am Mount Everest. (Originaltitel: Into Thin Air: Death On Everest) Regie: Robert Markowitz, Drehbuch: Robert J. Avrech, Bergsteigerdrama, USA/CZ 1997
- Everest – Gipfel ohne Gnade. (Originaltitel: Everest) Regie: David Breashears, Stephen Judson, Drehbuch: Tim Cahill und Stephen Judson, Dokumentation/IMAX-Kurzfilm, USA 1998
- Everest. Regie: Baltasar Kormákur, Drehbuch: Simon Beaufoy und William Nicholson, Bergsteigerdrama/3D-Film USA/UK 2015

## Oper
- Everest. Oper von Joby Talbot, Libretto: Gene Scheer, Uraufführung: 30. Januar 2015, Dallas Opera